# Grand Prix de Fourmies 1992
Il Grand Prix de Fourmies 1992, sessantesima edizione della corsa e valida come evento del circuito UCI categoria 1.2, si svolse il 13 settembre 1992, per un percorso totale di 210 km. Fu vinto dal tedesco Olaf Ludwig che giunse al traguardo con il tempo di 5h16'42" alla media di 39,785 km/h.

## Ordine d'arrivo (Top 10)
| Pos. | Corridore          | Squadra        | Tempo    |
| ---- | ------------------ | -------------- | -------- |
| 1    | Olaf Ludwig        | Panasonic      | 5h16'42" |
| 2    | Stéphane Hennebert | Lotto          | s.t.     |
| 3    | Mauro Gianetti     | Lotus-Festina  | s.t.     |
| 4    | Norman Alvis       | Motorola       | s.t.     |
| 5    | Louis de Koning    | Panasonic      | s.t.     |
| 6    | Ad Wijnands        | TVM-Sanyo      |          |
| 7    | Phil Anderson      | Motorola       |          |
| 8    | Patrick De Wael    | La William     |          |
| 9    | Philippe Bouvatier | Castorama      |          |
| 10   | Christian Henn     | Telekom-Merckx |          |